# Lac Terrace
Pour les articles homonymes, voir Terrace.
Le lac Terrace (en anglais : Terrace Lake) est un lac américain dans le comté de Shasta, en Californie. Il est situé à 2 350 mètres d'altitude au sein de la Lassen Volcanic Wilderness, dans le parc national volcanique de Lassen.